# Щецинский скоростной трамвай
Щеци́нский скоростно́й трамва́й (пол. Szczeciński Szybki Tramwaj) — транспортная система облегчённого метро, сочетающая особенности метрополитена и трамвая, расположенная в Щецине, Польша. Работает с 29 августа 2015 года. Длина линии составляет 4 км, на ней расположены 4 станции. Линия соединяет автобусное разворотное кольцо Басен Гурничы и микрорайон Здрое (правый берег Одры). Управляется предприятием «Tramwaje Szczecińskie».

## История
Проект строительства был разработан в 1976 году. Строительство началось в 2013 году. В строительстве были задействованы компании Szybki tramwaj и STRABAG. Открытие первой очереди со станциями «Басен Гурничы», «Хангарова», «Ясьминова ЗУС» и «Туркусова» состоялось 29 августа 2015.

## Характеристика

### Маршруты
|  | Маршрут                                                    | Длина   | Расписание |
|  | ---------------------------------------------------------- | ------- | ---------- |
|  | Двожец Небушево ↔ Туркусова Dworzec Niebuszewo ↔ Turkusowa | 11,5 км | 2          |
|  | Кжеково ↔ Туркусова Krzekowo ↔ Turkusowa                   | 14,1 км | 7          |
|  | Гуменьце ↔ Туркусова Gumieńce ↔ Turkusowa                  | 13 км   | 8          |

### Станции
По состоянию на 2020 год действуют следующие станции:
- «Басен Гурничы» (пол. Basen Górniczy) — наземная, с боковыми платформами, на разворотном кольце.
- «Хангарова» (пол. Hangarowa) — наземная, с боковыми платформами.
- «Ясьминова ЗУС» (пол. Jaśminowa ZUS) — колонная мелкого заложения с боковыми платформами.
- «Туркусова» (пол. Turkusowa) — наземная, с боковыми платформами, на разворотном кольце.

### Подвижной состав
По состоянию на 2020 год на линиях Щецинского скоростного трамвая используются вагоны типа Tatra KT4DtM, Moderus Beta, Tatra T6A2D а также Pesa Swing.